# Antoon Jans
Antonius (Antoon) Jans (Beers, 28 maart 1887 – Overloon, 9 januari 1984) was een Nederlands politicus. 
Hij werd geboren als zoon van Johannes Jans (1835-1915, wegwerker) en Wilhelmina van Doornik (1842-1916, dagloneres). Hij werkte als landopzichter en was later rentmeester bij het landgoed Bussloo in Voorst. Jans werd in 1934 benoemd tot burgemeester van de Noord-Brabantse gemeente Maashees en Overloon. Begin 1940 werd hij daarnaast, aanvankelijk plaatsvervangend, burgemeester van Vierlingsbeek. In 1942 ging Maashees en Overloon op in de gemeente Vierlingsbeek waarbij hij de burgemeester van de fusiegemeente werd. In september 1944 kwam er een bevel van de Duitsers om onder andere Overloon te evacueren en kort daarop vond de Slag om Overloon plaats. Jans ging in 1952 met pensioen. Hij is verder voorzitter geweest van het Nederlands Nationaal Oorlogs- en Verzetmuseum Overloon in Overloon. Jans overleed in 1984 op 96-jarige leeftijd.
Zijn zoon Henk Jans was Tweede Kamerlid en later lid van de Provinciale Staten van Gelderland.